# Yami to Bōshi to Hon no Tabibito
Yami to Bōshi to Hon no Tabibito (ヤミと帽子と本の旅人 Los viajes de Yami: Sombrero y Libro?), o también apodada Yamibō, es un juego hentai publicado a finales del 2002 por ROOT el cual llevó a una serie anime de 13 episodios, creada también por ROOT y Studio Deen en el año 2003. A pesar de no ser adulto, pertenece al género yuri ecchi pero con mucha fantasía, mas esto último no menoscaba la parte dramática. La historia no se ha publicado en manga; en el juego los personajes son los mismos, pero la historia es completamente distinta en relación con el anime. El anime ha sido licenciado para su distribución en los Estados Unidos por Media Blasters y fue estrenado en el canal Toku en julio del 2016.

## Argumento
La historia se centra en Hatsuki Azuma, una chica guapa, alta y oscura de personalidad fría, indiferente y seria, con apariencia algo masculina, siendo admirada y amada por varias chicas del instituto. Cuando era pequeña, ella tenía una extraña enfermedad no especificada en la serie, y en un festival de primavera fue consolada por Hatsumi, una chica muda que adoptaron sus padres. Ambas son hermanastras que viven en la gran mansión, con constante ausencia de sus padres.
A partir de la fuerza que Hatsumi le dio a Hatsuki en el momento de su enfermedad, sin emitir palabras, esta se salvó y siguió viviendo, naciéndole así un profundo afecto hacia su hermana. Ambas tienen dieciséis años, siendo Hatsumi la mayor, sin embargo, debido al sentimiento sobreprotector que tiene Hatsuki hacia su hermana, esta se considera en algunas ocasiones, la mayor. Ambas aparentemente son buenas hermanas, siendo ambas muy populares, Hatsumi con los chicos y Hatsuki con las chicas.
La historia comienza la noche en la que las hermanas discuten, llevándonos a ver distintos recuerdos ocurridos recientemente, que nos permiten saber la razón de su disputa. Hatsuki rechaza a todas las chicas que se le declaran sin pensarlo, ya que está convencida de que su amor por Hatsumi es real, sin embargo, Hatsumi acepta con mucho afecto los sentimientos de los chicos. El día en el que todo comienza, Hatsuki ve a su hermana besándose con uno de esos chicos, para después verla en casa, abriendo una carta que el mismo le había enviado. Tras un ataque de celos, Hatsuki le arrebata la carta e intenta hacer ver a Hatsumi lo insensibles que son sus actos, ignorando los sentimientos de ella.
Tras esta discusión, Hatsumi se duerme y Hatsuki se queda viendo viejos videos de ambas, reflexionando acerca de lo ocurrido en las últimas semanas. Con decisión, la chica se dirige a la habitación de su hermana, y al momento de intentar robarle un beso mientras dormía, el despertador suena a las 12:00, despertando a Hatsumi quien pronuncia el nombre de su hermana antes de ser cubierta por una extraña luz verde que cubre todo su cuerpo, y transportándola hacia otro lugar.
Al ver su desaparición, Hatsuki se desespera y le busca por todos los lados de la casa. Resignada, regresa a la habitación, donde encuentra a un extraño pájaro parlante comentando algo sobre que "Eve ya cumplió 16 años", intuyendo de quién se trataba, Hatsuki amenaza al pájaro para ayudarle a encontrar a su hermana, quien al parecer no se encontraba en ese mundo. Así pues, se van juntos a la Biblioteca de Yamiyama, donde se encuentran con Lilith, una pervertida guardiana que también desea encontrar a Hatsumi por distintos motivos.
La realidad era que "Hatsumi" era solo una de las cuantas figuras de Eve, una de las guardianas de la Biblioteca de Yamiyama, el cual es el núcleo del universo, donde hay una infinidad de libros, y en cada libro se relata acerca de un mundo, y quien esté bañado por la luz de Souma tiene el poder para transportarse a cualquiera de los mundos relatados en sus respectivos libros. Así inicia la obsesiva búsqueda de Hatsuki por encontrar a su hermana, a pesar de que la posibilidad de que Hatsumi regrese es nula, ya que ella pertenece a la biblioteca, Hatsuki no se da por vencida y se marcha en una aventura viajando de mundo en mundo en compañía de Lilith y el pájaro Ken-chan.

## Personajes
Hatsuki Azuma (東 菜月 Azuma Hatsuki?)
Voz por: Mamiko Noto
Una hermosa chica de oscuro cabello largo y unos penetrantes ojos azules, el ejemplo claro de la bishōjo alta y seria. No parece importarle nada más que sus propios sentimientos por Hatsumi y no se detendrá ante nada hasta cumplir su objetivo, que es encontrar a Hatsumi y devolverla al mundo en el que vivían ambas. A pesar de que aparenta ser muy ruda en realidad es muy vulnerable y hasta algo sumisa. Idolatra a Hatsumi a niveles extremos, de tal forma que se considera sucia y egoísta cuando siente atracción sexual hacia su hermanastra. Hatsuki es uno de los personajes más "humanos" del Yuri, por eso muchos empatizaran con ella a nivel de sentir sus emociones.
Hatsumi Azuma (東 初実 Azuma Hatsumi/Eve?)
Voz por: Ai Shimizu
Es la hermana adoptiva de Hatsuki. Pero su verdadera identidad es Eve, una de las entidades que protege la Biblioteca de Yamiyama, su padre. Ella dejó su trabajo en la biblioteca, dejándoselo a su hermana Lilith, para poder vivir 16 años en cada libro de la librería. Así, una vez cumple sus 16 años en un mundo, es cubierta por el poder de Souma (la luz verde, el cual es un poder supremo para trasladarse de mundo en mundo) y reencarna en otro lugar. Esto lo hace con motivos de diversión, su apariencia no cambia en ninguna de sus encarnaciones y en algunos mundos, prefiere aparentar que es muda. Es muy abierta con sus sentimientos, comprensiva y cariñosa; debido a esto, a cada mundo que va es amada intensamente por alguien, para después ocasionarle un profundo dolor con su desaparición.
Lilith (リリス Ririsu?)
Voz por: Sanae Kobayashi
Ella es la verdadera hermana mayor de Eve y es la actual guardiana de la Biblioteca de Yamiyama. Se siente muy atraída hacia Hatsuki, y le coquetea descaramente sin obtener la atención de esta. Es una brujita muy carismática y algo infantil, anteriormente estaba enamorada de Yamiyama, su padre, creador de la biblioteca que se parece mucho a Hatsuki, pero este siempre le tuvo preferencia a Eve, razón por la cual ella es la primera guardiana. Ya por él y por Hatsuki, Lilith siente muchos celos y odia a su hermana. Aparenta ser tonta y distraída, pero la verdad es que en varios mundos ha empleado sucios trucos para conseguir sus objetivos. Lilith quiere encontrar a Eve para que regrese a su deber como guardiana. Ella es algo mezquina ya que usa los sentimientos de Hatsuki para llegar hasta Eve.
Ken (ケン?)
Voz por: Reiko Takagi
Es un pequeño pájaro parlante que ha acompañado a los guardianes de la biblioteca durante generaciones. Posee un gran conocimiento acerca de cada mundo y por supuesto, de Eve y Lilith. Acompaña a las chicas en la búsqueda de Eve, yendo siempre al hombro de Lilith. Es bastante quejumbroso y lujurioso, cuando tiene la oportunidad intenta pervertir a alguna de las chicas, le da un toque bastante cómico a la serie.
Gargantua (ガルガンチュア?)
Voz por: Shin'ichirō Miki
Su historia aparece junto con Ritsuko en el episodio tres (aunque ella desemplea un papel mayor en el episodio cuatro). Gargantua tiene más de 100 años, aunque aparenta no más de los 25, al igual que Ritsuko. Esto se debe a que ambos estuvieron presentes a la hora de que Eve desapareciera de ese mundo, y fueron cubiertos por la luz de Souma, la cual les brindó poderes mágicos. Debido a que Gargantua estaba obsesionado con Jill (una de las encarnaciones de Eve), este realiza un hechizo con magia obscura para llegar hasta Lilith. Esta le otorga un libro en blanco, con el cual él crea su propio mundo y así poder realizar su búsqueda en pos de Eve.
Arya (アーヤ?)
Voz por: Jun Fukuyama
Aya es un personaje desconocido aparece en momentos inesperados y desaparece sin previo aviso. Este personaje es el que te guía a través de los mundos de los libros con su voz, ya que es el narrador.

## Música
Opening
- Hitomi no naka no meikyuu por Aiko Kayou

Ending
- Eien no Inori wo Sasagete por Sanae Kobayashi
- Hitomi no naka no meikyuu (full version) por Aiko Kayou (capítulo 13)